# Vif-Argent (comics)
Pour les articles homonymes, voir Vif-argent et Quicksilver.
Pietro Maximoff, alias Vif-Argent (« Quicksilver » en version originale), est un super-héros évoluant dans l'univers Marvel de la maison d'édition Marvel Comics. Créé par le scénariste Stan Lee et le dessinateur Jack Kirby, le personnage de fiction apparaît pour la première fois dans le comic book X-Men #4 en mars 1964.
Vif-Argent est un mutant, ancien membre de la Confrérie des mauvais mutants, puis de l'équipe Facteur-X, les Inhumains, les Vengeurs et dernièrement professeur à l'Académie des Vengeurs.

## Biographie du personnage
Pietro Maximoff est le frère jumeau de Wanda Maximoff, alias la Sorcière rouge.
Quatre femmes ont été successivement considérées comme leur mère : Madeline Joyce Frank, Magda Lehnsherr (ou Eisenhardt), Marya Maximoff et Natalya Maximoff. Même si certains mystères demeurent, notamment l’identité de leur père (Magnéto?), il est établi que leur vraie mère, Natalya Maximoff, était une puissante sorcière tzigane, surnommée la Sorcière rouge.
Après avoir donné naissance à des jumeaux, Wanda et Pietro, Natalya voulut leur éviter les difficultés auxquelles elle avait été confrontée comme sorcière et décida de les confier à son frère, Django, et son épouse Marya. Le couple rebaptisa Wanda et Pietro respectivement Ana et Matéo. Peu de temps après, le village où vivaient les Maximoff fut attaqué. Le Maître de l'évolution kidnappa les enfants pour effectuer sur eux des expériences mais, peu satisfait du résultat, se désintéressa d’eux, les confiant à Bova (en), une vache mutée appartenant aux Nouveaux Hommes (en). Les enfants furent élevés par Bova sur le Mont Wundagore, où demeurait captif Chthon, un puissant démon. Les enfants furent ensuite récupérés par Django et Marya Maximoff.
Vif-Argent est le fils supposé de Magnéto, ancien leader de la Confrérie des mauvais mutants et grand ennemi des X-Men. Devenus adultes et après quelques aventures au sein de la Confrérie, Pietro et sa sœur Wanda, fatigués de se battre et d'être considérés comme des criminels, ont été accueillis chez les Vengeurs. Ils furent encadrés par le héros Captain America, devenant ainsi la deuxième génération de recrues, et ils devinrent en quelques années des héros aux yeux du public.
Des années après, Pietro se marie à l'Inhumaine Crystal et, de leur union, naît Luna. Ils se séparent par la suite. Il rejoint alors l'équipe mutante gouvernementale Facteur-X. Fils rebelle, il a un temps rejoint son père pour rebâtir la nation Genosha.
Il est à l'origine d'un événement majeur de l'univers Marvel (relatée dans l'histoire House of M), dans lequel 90 % de la population mutante perd ses pouvoirs. Il les a aussi perdus.
En 2006, il est à l'affiche de la mini-série Son of M (en) (Scénarisée par David Hine et dessinée par Roy Allan Martinez), qui met en scène sa déchéance à la suite des évènements du crossover House of M. Ne souhaitant pas vivre comme un simple humain et perturbé par les souvenirs de sa vie durant House Of M, il tente de se suicider sous les yeux de Spider-Man. Son ex-femme Crystal l'emmène se faire soigner chez les Inhumains. Pietro en profite pour s'exposer à la brume tératogène, malgré le refus de Flèche Noire. Il s'introduit alors discrètement dans la salle des brumes, mais récupère des pouvoirs différents, ceux de pouvoir se déplacer dans le temps. Il vole ensuite les cristaux tératogènes et repart sur Terre avec Luna dans le but de rendre à la population mutante ses pouvoirs subitement disparus.
Par la suite, il se sert de ses nouveaux dons pour gagner de l'argent et part pour Genosha, où il rend ses pouvoirs à Callisto et tente de faire de même avec les survivants de Genosha. Mais Callisto tombe dans le coma à cause de ses pouvoirs et Magnéto s'oppose à son fils. Les Inhumains reviennent chercher les cristaux volés et des agents américains tentent de les voler, il en résulte un court combat, gagné par Flèche Noire. Vif-Argent en profite pour disparaître.
Après être allé dans le futur, Pietro se donne pour mission de rendre aux anciens mutants leurs pouvoirs, notamment à Reaper. Il reprend contact avec Facteur-X à qui il explique que seuls les anciens mutants qui en sont dignes peuvent espérer retrouver leurs pouvoirs non altérés.

## Pouvoirs et capacités
Pietro Maximoff est un mutant qui, du fait des manipulations génétiques conduites par le Maître de l'évolution sur son corps, possède le pouvoir de se déplacer à une vitesse extrême et d’accomplir n’importe quelle action avec une extraordinaire célérité. En complément de ses pouvoirs, il a été entraîné au combat à mains nues par Captain America.
Originellement, Vif-Argent pouvait atteindre la vitesse de 280 km/h. Plus tard, il fut capable d’atteindre et de dépasser la vitesse du son (1 280 km/h). Après avoir été exposé à l’« Isotope E », il fut capable d’atteindre la vitesse de Mach 5 (6 115 km/h).
Il peut courir à cette vitesse sur des centaines de kilomètres avant d'éprouver de la fatigue. En faisant battre ses bras ou ses jambes à une vitesse extrême, il est capable de « voler » pendant de brefs moments, à la manière des ailes d'un oiseau. Il peut aussi utiliser sa vitesse pour créer de véritables cyclones, courir sur les surfaces verticales ou bien sur l’eau, esquiver les balles d'armes automatiques ou les lasers. Sa physiologie lui permet de résister aux effets de la friction, à la raréfaction de l’oxygène et aux impacts sur son corps quand il se déplace à de telles vitesses.
À la suite des incidents de House of M, il perd ses pouvoirs de vitesse mais les retrouve inexplicablement par la suite, après une série d'illusions.
Pendant une période, à la suite d'une exposition prolongée à la brume tératogène, Vif-Argent a acquis la capacité de faire vibrer les molécules de son corps à une vitesse surhumaine :
- en faisant faire vibrer les atomes de son corps, il pouvait voyager dans le futur. Ainsi, il pouvait sauter dans le futur sur une période d'une heure à 12 jours, et y rester entre quelques minutes et plusieurs heures avant de se fatiguer. Sur simple concentration en cessant volontairement ses vibrations internes, il pouvait revenir dans son « présent », à l'instant même où il était parti, mais au lieu physique qu’il avait atteint lors de son voyage temporel ; il semblait alors se téléporter, passant « à travers » le futur pour se rendre vers un autre lieu. Il pouvait aussi de cette manière ramener du futur des objets non organiques avec lui ;
- en sautant de seulement quelques secondes dans le futur, il pouvait créer des doubles temporels de lui-même ;
- la durée prolongée de son exposition à la brume tératogène a été si longue que des particules de cristaux ont commencé à croître sur son corps. Il pouvait, grâce à cela, rendre ou modifier par simple contact les pouvoirs des mutants qui les avaient perdus ; mais cette capacité provoqua des conséquences dangereuses, voire mortelles. Depuis qu'il a retrouvé ses pouvoirs originaux, Vif-argent a perdu cette faculté.

Durant le temps où il possédait son pouvoir de voyage temporel, Vif-argent a semblé graduellement perdre de sa santé physique ; ce pouvoir a, semble-t-il, aussi détérioré sa santé mentale.
Pietro Maximoff a pendant longtemps été catalogué comme un mutant, mais le Maître de l'évolution a récemment prétendu que Vif-Argent ne l'est pas ; selon lui, ses pouvoirs, tout comme ceux de sa sœur jumelle Wanda (la Sorcière rouge), sont le fruit de ses manipulations génétiques. Cependant, cette affirmation reste encore à confirmer, dans la mesure où Pietro et sa sœur Wanda ont été pendant très longtemps perçus comme des mutants par le reste de l’univers Marvel, que ce soit par les robots chasseurs de mutants les Sentinelles ou par Cerebro, le dispositif de localisation des mutants du Professeur Xavier,.

## Versions alternatives

### Age of Apocalypse
Cette version nous montre un Pietro responsable, co-leader des X-Men avec sa belle-mère Malicia. Il est très affecté par la mort de Wanda (ce qui le rend plus dur) et est très proche de Tornade.

### Ultimate Marvel
La version Ultimate Marvel de Vif-argent faisait partie de la confrérie de son père. Victime de ses brimades, il le trahit alors que celui-ci attaquait Washington. Il prit temporairement la tête d'une confrérie remaniée, plus respectable, jusqu'au retour de son père.
Pour se protéger, il rejoignit les Ultimates avec sa sœur. Cela n'empêcha pas son père de se venger en lui tirant dans les jambes. Rétabli, Vif-Argent travaille toujours pour les Ultimates.

## Apparitions dans d'autres médias
Sauf indication contraire, les informations mentionnées dans cette section peuvent être confirmées par la base de données cinématographiques IMDb,  présente dans la section « Liens externes ».

### Films
| |  |  |
| Aaron Taylor-Johnson (à gauche) incarne le personnage dans l'univers cinématographique Marvel (2014-2015) et Evan Peters (à droite) dans la franchise X-Men (2014-2019) et la série WandaVision. |  |  |

Interprété par Aaron Taylor-Johnson dans l'univers cinématographique Marvel
- 2014 : Captain America : Le Soldat de l'hiver réalisé par Anthony et Joe Russo (scène post-générique)
- 2015 : Avengers : L'Ère d'Ultron réalisé par Joss Whedon

Interprété par Evan Peters dans la saga X-Men
- 2014 : X-Men: Days of Future Past réalisé par Bryan Singer
- 2016 : X-Men: Apocalypse réalisé par Bryan Singer
- 2018 : Deadpool 2 réalisé par David Leitch
- 2019 : X-Men: Dark Phoenix réalisé par Simon Kinberg

### Télévision
- 1996 : X-Men (série d'animation) - 3 épisodes, doublé en anglais par Paul Haddad
- 2000-2003 : X-Men: Evolution (série d'animation) - 21 épisodes, doublé en anglais par Richard Ian Cox
- 2008-2009 : Wolverine et les X-Men (série d'animation) - 8 épisodes, doublé en anglais par Mark Hildreth
- 2010-2011 : The Super Hero Squad Show (série d'animation) - 2 épisodes, doublé en anglais par Scott Menville

Interprété par Aaron Taylor-Johnson ou Evan Peters dans l'univers cinématographique Marvel
- 2021 : WandaVision réalisé par Jac Schaeffer (épisode 5, 6, 7 et 9 interprété par Evan Peters )
- 2021 : WandaVision réalisé par Jac Schaeffer (épisode 6, images d'archives d'Avengers : L'Ère d'Ultron, interprété par Aaron Taylor-Johnson)

### Jeux vidéo
- 2009 : Marvel: Ultimate Alliance 2, doublé en anglais par Robert Tinkler
- 2010 : Marvel Super Hero Squad: The Infinity Gauntlet, doublé en anglais par Scott Menville
- 2011 : X-Men: Destiny, doublé en anglais par Sunil Malhotra
- 2016 : Lego Marvel Avengers

## Droits cinématographiques
Au cinéma, deux adaptations du personnage coexistent, l'une dans l'univers cinématographique Marvel (appartenant à Marvel Studios), l'autre dans l'univers cinématographique X-Men (appartenant à 20th Century Fox), donc tous deux distincts de l'univers partagé des comics Marvel – où sont présents les Avengers et les X-Men.
Étant tous deux des versions différentes d'un même personnage à la base, et leur histoire respective se situant dans des univers cinématographiques séparés, les deux personnages ne sont nullement liés.
- Dans X-Men: Days of Future Past (joué par Evan Peters), il n'est pas explicitement mentionné comme étant le fils de Magnéto (comme le veut l'histoire d'origine des comics). Il y est cependant fait une allusion, lorsqu'ils sont tous les deux dans l’ascenseur, où Vif-Argent lui dit : « Y avait un pote à ma mère qui pouvait faire ces trucs-là aussi », en parlant de la capacité de Magnéto de contrôler le métal. Leur lien de parenté est confirmé dans la suite, X-Men: Apocalypse lors d'une conversation entre Vif-Argent et Mystique au cours de laquelle il lui dit clairement que Magnéto est son père. Arrivé devant ce dernier, il tente de lui dire mais se ravise et lui dit « je suis t..., je suis venu pour ma famille aussi. ».
- Dans Avengers : L'Ère d'Ultron (joué par Aaron Taylor-Johnson), il est accompagné de sa sœur jumelle, la Sorcière rouge. La Fox possédant les droits cinématographiques de tous les personnages mutants de l'univers des comics, ils n'apparaissent pas en tant que tels afin d'éviter toutes confusions entre les deux franchises, le terme « mutant » ne peut pas être utilisé par les films de Marvel Studios[8],[9],[10], c'est pourquoi ils utilisent le terme d'« optimisés ». Il est présenté comme un homme originaire de Sokovie, un pays imaginaire d'Europe de l'Est, ayant acquis ses pouvoirs à la suite des expériences du Baron Strucker. Il meurt avant la fin du film en sauvant Clint Barton (Jeremy Renner).

Bien que ces deux versions du personnage viennent de deux univers différents, le Pietro Maximoff de l'univers X-Men retrouve sa sœur Wanda de l'univers cinématographique Marvel (interprétée par Elizabeth Olsen) dans le programme télévisuel WandaVision créé par cette dernière dans la série homonyme.
Les deux acteurs, Aaron Johnson et Evan Peters, ont déjà joué dans un film adapté d'un comics Marvel, Kick-Ass.